# 郭古民
郭 古民（かく こみん、1887年9月20日 - 1968年8月25日）は、中華民国時代の武術家。源名は徳食。八卦掌における重要人物。

## 略歴
中国河北省冀県の人。三人兄弟の三男として生まれる。官僚と資本家であった両兄に対して大いに不満を持っていた郭少年は、幼少より武術を酷愛していたが学ぶことを反対されたことにより弱冠にして家を離れ、北京にて古衣行（古着屋）の学徒になる。
この時、人を介して八卦掌二代目名家梁振蒲（衣古梁）を紹介され、その門下に入り武芸を学ぶ。門中にて『大槍劉』劉徳寛、『鉄鐲子』尹福、『眼鏡程』程廷華、『賊腿史六』史計棟、『螃蟹馬』馬貴、金毓慧、程有龍、宮宝田、李文彪、傳徳廉、韓福順等の多くの師伯、同輩と交流を持つ。

## エピソード
郭公は好んで「挑掌」（別名「張手雷」）を使った。用いれば能く人を丈外に到らしめ、地より一尺も離れたる壁上に貼り付け、そのまま数刻ほどしてから落地する、これを人は“掛画”と呼んだ。（つまり3mほど弾き飛ばし、30cmほどの高さの壁上に叩き付け、一瞬留まってから落地する、という事）。この時、打たれた者の胸中には何ら痛みは生じず、壁に叩き付けられたことによる痛みしか無かった、という。

## 伝承
弟子は劉介民、杜雲亭、諸葛家保、李連興、高子英、王其昌他。